# T-130
Der T-130 (russisch Т-130) ist ein sowjetischer Kettentraktor, der als Nachfolger des T-100 ab 1969 im Tscheljabinski Traktorny Sawod (dt. Tscheljabinsker Traktorenwerk, kurz ЧТЗ bzw. TschTS) produziert wurde. Das Fahrzeug wurde sowohl in der Landwirtschaft zur Bodenbearbeitung als auch in der Industrie als Planierraupe genutzt und in verschiedenen Versionen gebaut, einige Exemplare kamen auch in die DDR. 1988 wurde die Produktion auf den Nachfolger T-170 umgestellt.

## Fahrzeuggeschichte

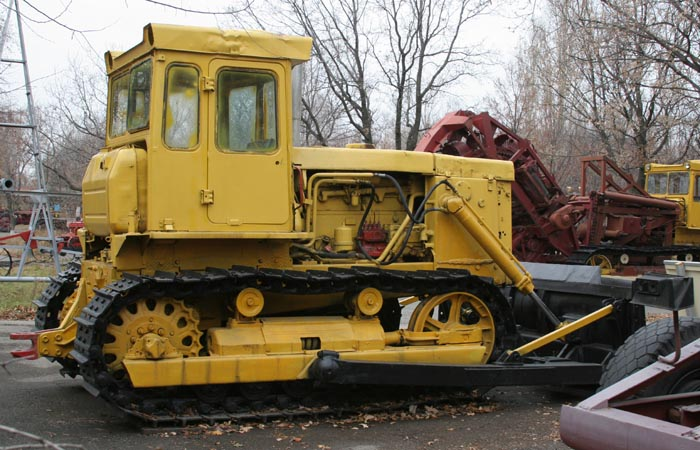
Seitenansicht desselben Fahrzeugs. Gut zu erkennen: Antriebsrad (hinten) und Leitrad (vorne) des Kettenfahrwerks (2008)

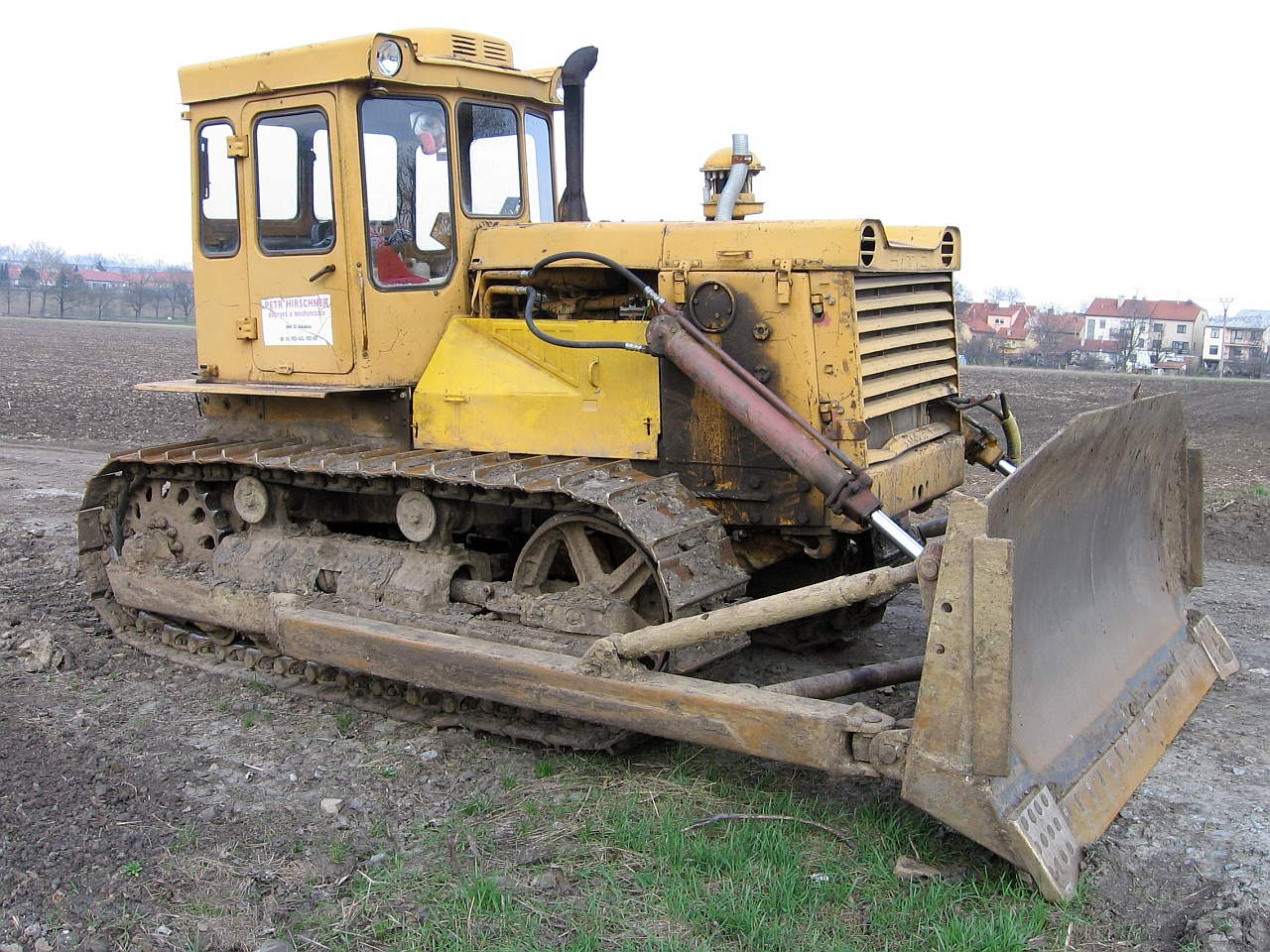
Ein T-130 in Tschechien (2006)

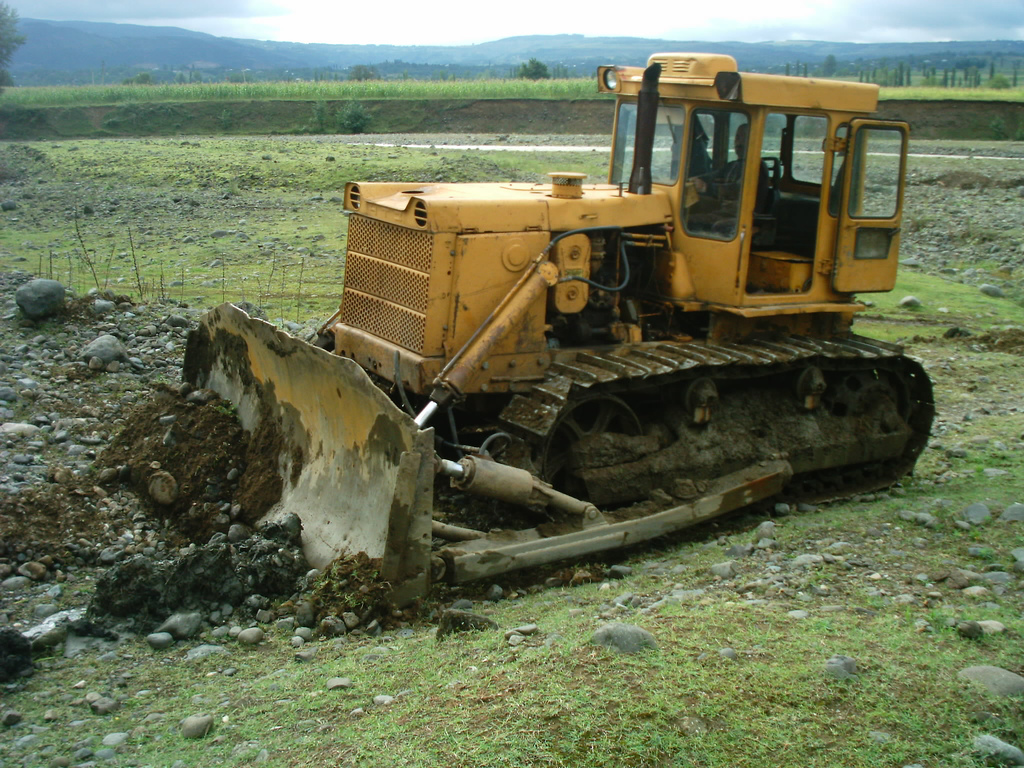
T-130 bei Erdbauarbeiten in Georgien (2003)

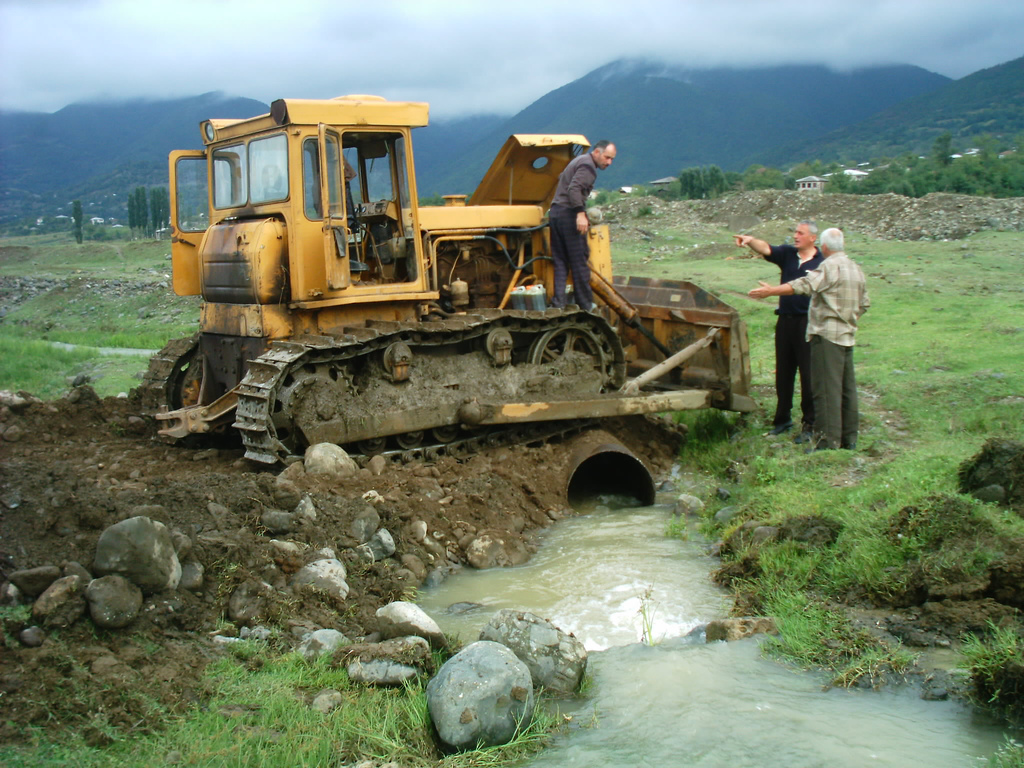
Seitenansicht desselben Fahrzeugs (2003)

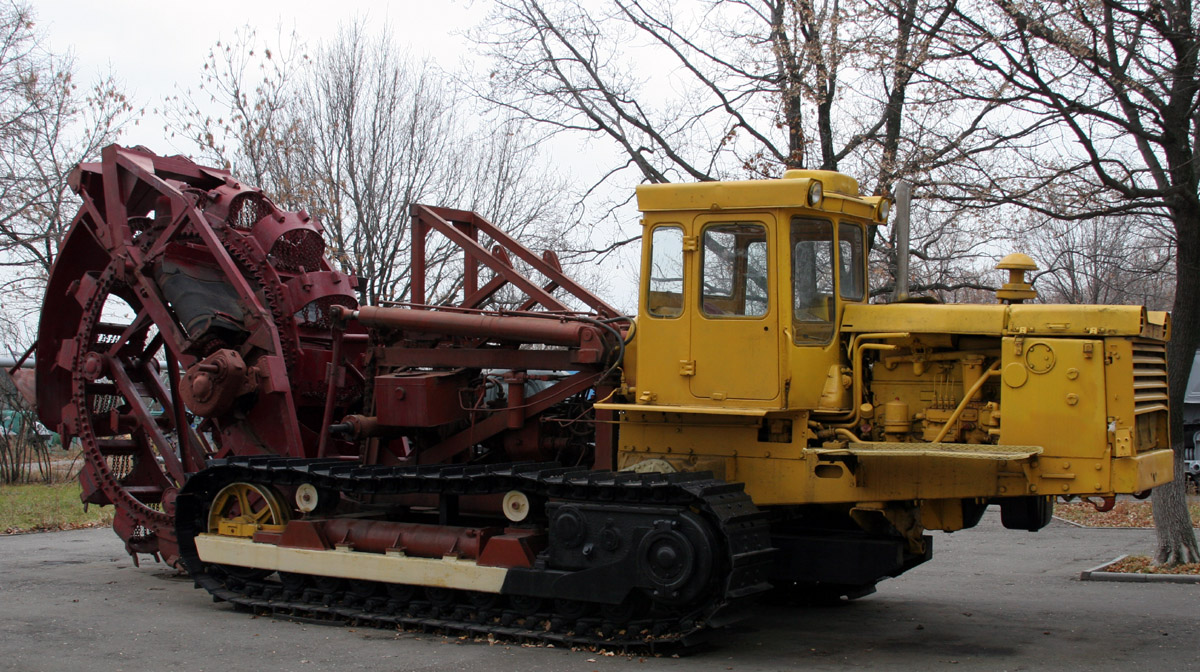
Schaufelradbagger ETR-204 auf einem umgebauten Fahrgestell des T-130 (2008)

Erste Prototypen des Kettenschleppers T-130 erschienen 1961. Das Fahrzeug sollte die Leistungslücke zwischen dem kleineren S-100 (ab 1963: T-100) und dem deutlich größeren T-140 (ab 1965: T-180) schließen. Die Prototypen wurden mit unterschiedlichen Motoren ausgerüstet, es kamen u. a. Vierzylinder vom Typ KDM-130 zum Einsatz, die mit Turbolader 130 PS (96 kW) leisteten. Die Karosserie und die Fahrerkabine waren rundlich gestaltet und hatten kaum Ähnlichkeiten mit den späteren Serienfahrzeugen. 1963 wurde der Prototyp einer Version für besonders sumpfiges Gelände auf einer sowjetischen Ausstellung gezeigt.
Zu einer Serienfertigung kam es in den folgenden Jahren nicht. Stattdessen wurden Kabine und Karosserie neu gestaltet und der Vierzylinder-Vorkammerdieselmotor überarbeitet. Er bekam die Bezeichnung D-130 und leistete 140 PS (103 kW), Hubraum und Zylindermaße änderten sich nicht. 1969 begann die Serienfertigung des T-130 in verschiedenen Versionen. Der Vorgänger T-100 wurde noch bis 1983 parallel gefertigt.
1981 wurde der Traktor überarbeitet und das Basismodell erhielt einen neuen Motor. Der D-160 entsprach weitgehend dem D-130, leistete nun aber 160 PS (118 kW) bei gleichem Hubraum von 13,54 l. Dadurch stieg die Zugkraft der Maschine deutlich von etwa 90 auf knapp 130 kN an. Einige Modelle wurden weiterhin parallel mit dem schwächeren Motor gebaut und mindestens noch bis 1985 produziert. Das Erscheinungsbild änderte sich nicht und wurde auch für den Nachfolger T-170 beibehalten. 1988 wurde die Produktion des T-130 eingestellt. Einige späte Versionen des T-100 verwenden Bauteile des T-130 der 1980er-Jahre.
Wie schon der Vorgänger T-100 kam auch der T-130 in die DDR. In der Landwirtschaft wurde er hauptsächlich für Spezialaufgaben eingesetzt, darunter das Pflügen von schweren Böden, zum Verdichten von Silos und bei Meliorationsarbeiten. Problematisch waren vor allem die durch das halbstarre Kettenfahrwerk bedingten Vibrationsbelastungen und der Lärm, die auf den Fahrer einwirkten. In den DDR-Bestandslisten wurden die Traktoren des Typs T-100 und T-130 nicht getrennt aufgelistet. Anhand der Baujahre ist jedoch klar, dass zum Jahresende 1988 mindestens 26 T-130-Kettentraktoren und mindestens 53 Planierraupen auf Basis des T-130 in der DDR vorhanden waren. Ein Import des Nachfolgers T-170 war für 1990 mit 50 Stück geplant, ob die Lieferung tatsächlich noch erfolgte, ist unbekannt.

## Modellvarianten
In knapp 20 Jahren Produktionszeit liefen verschiedene Versionen des T-130 von den Bändern. Die nachfolgende Liste ist nicht abschließend, soll aber einen Überblick bieten.
- T-130 – Grundversion, ab 1969 in Serie gebaut. Ohne hydraulische Ausrüstung, Schiebeschild oder Heckaufreißer, noch mit Motor D-130 und 140 PS. Auch alle Prototypen der 1960er-Jahre trugen diese Bezeichnung.
- D-532 und D-533 – Erste Planierraupen noch auf Basis der Prototypen mit runder Karosserie. Die Serienfertigung von Schiebeschild und Hydraulik erfolgte teilweise in anderen Werken.
- T-130A – Modell mit Hydraulikanlage für die Erschließung von Erzvorkommen in Sibirien und im Fernen Osten. Für den Betrieb bei besonders kalten Temperaturen ausgelegt. Gebaut ab 1969.
- T-130B – Die Bezeichnung wurde doppelt vergeben. Bereits Anfang der 1960er-Jahre wurde ein Planierraupenprototyp unter dieser Bezeichnung vorgestellt. Später wurde die Serienversion für besonders sumpfiges Gelände (mit breiteren Ketten) so bezeichnet. Serienfertigung ab 1969.
- DS-27, DS-28, DS-109 und DS-110 – Planierraupen auf Basis des T-130.
- T-130BG-1 – Modellvariante für die landwirtschaftliche Bodenbearbeitung auf besonders nassen Böden. Mit Hydrauliksystem, gebaut ab 1969.
- T-180BG-3 – Für den Einsatz bei Meliorationsarbeiten mit schweren Heckanbaugeräten.
- T-130.1.G-1 und T-130.1.G-3 – Universell einsetzbare Kettentraktoren mit erhöhter Zugkraft und für den Einsatz in gemäßigtem Klima. Die Version G-3 hat eine leistungsstärkere Heckhydraulik.
- T-130MG-1 – Modernisierte Version, gebaut in den 1980er-Jahren, Basismodell mit Hydraulikanlage.
- T-130MB und T-130MBG-1 – Modernisierte Grundversionen für sumpfige Gebiete.

Für den T-130 wurden neben Planierschilden und Heckaufreißern auch diverse Spezialanbaumaschinen entwickelt. Darunter waren auch Rammen und Schaufelradbagger (ETR-204 u. a.) zum Ausheben von Gräben.

## Technische Daten
Die nachfolgenden Daten beziehen sich auf das überarbeitete Modell T-130MG-1 ohne Planierschild, Stand 1985. Die Daten in der Infobox gelten für das ursprüngliche Grundmodell von 1969.
- Motor: Vierzylinder-Reihenmotor
- Arbeitsprinzip: Viertakt-Dieselmotor
- Motortyp: D-160
- Leistung: 118 kW (160 PS) bei 1250 min−1
- Hubraum: 13,53 l
- Bohrung: 145 mm
- Hub: 205 mm
- Verdichtung: 14:1
- Zündfolge: 1–3–2–4
- Aufladung: Turbolader, Typ TKR-11N3
- maximale Turbodrehzahl: 42.000 min−1
- spezifischer Kraftstoffverbrauch: 245 g/kWh
- Tankinhalt: 290 l
- Anlasser: Zweizylinder-Viertakt-Ottomotor, Typ P-23U mit Elektroanlasser
  - Leistung: 13,25 kW (18 PS) bei 2300–2500 min−1
  - Bohrung: 92 mm
  - Hub: 102 mm
  - Hubraum: 1355 cm²
- Getriebetyp: handgeschaltetes Getriebe mit acht Vorwärts- und vier Rückwärtsgängen
- Geschwindigkeiten:
  - vorwärts: 2,51–10,11 km/h
  - rückwärts: 3,56–12,05 km/h
- Zugkraft: maximal 128,3 kN

Abmessungen und Gewichte
- Länge: 4393 mm
- Höhe: 3204 mm
- Breite: 2475 mm
- Bodenfreiheit: 407 mm (Ausführung als Traktor)
- Spurweite: 1880 mm
- Radstand zwischen Antriebs- und Leitrad: 2478 mm
- Kettenbreite: 500 mm
- Gewicht: 13.880 kg
- Leistungsgewicht: 8,6 kW/t
- spezifischer Bodendruck: 0,59 kg/cm²